# Weekend (Supernem-album)
A Weekend a Supernem 2018-ban megjelent hatodik stúdióalbuma. Ez a zenekar első olyan lemeze, amelynek rögzítésében az egyik alapító tag, Mózsik Imre dobos nem vett részt. Mózsik helyét a doboknál az Óriás zenekarból ismert Nagy Dávid vette át.

## Történet
Papp Szabolcs egy interjúban a következőket mondta a lemezről: „Parádés házibuli-hangulatban vettük föl a lemezt. Ez nagyjából úgy nézett ki, hogy amikor épp nem a térdünket csapkodva röhögtünk, gyorsan felvettünk egy dalt. És talán ettől van, hogy az egész lemez vibrál, zakatol, pezseg, a dalok meg csak arról szólnak, amire minden nap ébredünk: hogyan éljünk túl derűvel, játékkal, röhögéssel, hogy meg tudjuk-e őrizni a szabadságunkat ebben a bűzösen fortyogó, erőszakos, mégis szikrázóan szép förtelemben.”

## Az album dalai
Az összes dalszöveg szerzője Papp Szabolcs, kivéve az A Péterfy Bori mészárlás c. dalt, annak dalszövegének szerzői Papp Szabolcs és Baksa-Soós Attila. 
| 1.    | Presszó                                       | Supernem                      | Felvételek: Cserny Kálmán 'Bogi' (Origó Stúdió, 2018) | 1:40 |
| 2.    | Nemzeti Dal                                   | Papp Szabolcs                 | Felvételek: Cserny Kálmán 'Bogi' (Origó Stúdió, 2018) | 2:48 |
| 3.    | Jelezz vissza                                 | Papp Szabolcs, Kubányi Bálint | Zenekari felvételek: Cserny Kálmán 'Bogi' (Origó Stúdió, 2017); Ének és vokál felvételek, mix, mastering: Szakos Krisztián (Gattaca Stúdió, 2017)         | 2:36 |
| 4.    | Taxi                                          | Papp Szabolcs                 | Felvételek: Cserny Kálmán 'Bogi' (Origó Stúdió, 2018) | 2:21 |
| 5.    | Március                                       | Kubányi Bálint, Pulius Tibor  | Felvételek: Pulius Home Stúdió, 2017; Origó Stúdió, 2018                                                                                                  | 2:29 |
| 6.    | Tűzijáték                                     | Papp Szabolcs                 | Norris Pekt, Pasa Lea Couch, 2017 | 0:14 |
| 7.    | Egy nap, egy év                               | Papp Szabolcs                 | Zenekari felvételek: Cserny Kálmán 'Bogi' (Origó Stúdió, 2016); Énekfelvétel, mix, mastering: Szakos Krisztián (Gattaca Stúdió, 2017)                     | 3:17 |
| 8.    | A Péterfy Bori mészárlás (feat. Péterfy Bori) | Papp Szabolcs                 | Felvételek: Cserny Kálmán 'Bogi' (Origó Stúdió, 2018) | 3:20 |
| 9.    | Weekend                                       | Papp Szabolcs                 | Zenekari felvételek: Cserny Kálmán 'Bogi' (Origó Stúdió, 2017); Ének- és basszusgitár felvételek, mix, mastering: Szakos Krisztián (Gattaca Stúdió, 2018) | 2:22 |
| 10.   | Szabad                                        | Papp Szabolcs                 | Felvételek: Cserny Kálmán 'Bogi' (Origó Stúdió, 2017) | 3:13 |
| 24:23 |                                               |                               | |      |

## Közreműködők

### Supernem
- Papp Szabolcs – basszusgitár, ének
- Nagy Dávid – dobok
- Pulius Tibor – gitár
- Kubányi Bálint – billentyűk

### Egyéb közreműködők
- Szakos Krisztián – szintetizátor, taps, effektek az Egy nap egy év c. dalban; szintetizátor és effektek a Weekend c. számban
- Péterfy Bori – ének, vokál az A Péterfy Bori mészárlás c. dalban

### Produkció
- Molnár Gábor – producer
- Cserny Kálmán 'Bogi' és Szakos Krisztián – mix és mastering
- Kovács Ákos Dadan – zenekari menedzser

## Helyezések
| Lista (2018)                            | Helyezés |
| --------------------------------------- | -------- |
| Magyarország (MAHASZ Top 40 albumlista) | 37       |

## Külső hivatkozások
- A Supernem hivatalos oldala Archiválva 2011. július 22-i dátummal a Wayback Machine-ben